# UN-Klimakonferenz in Warschau 2013

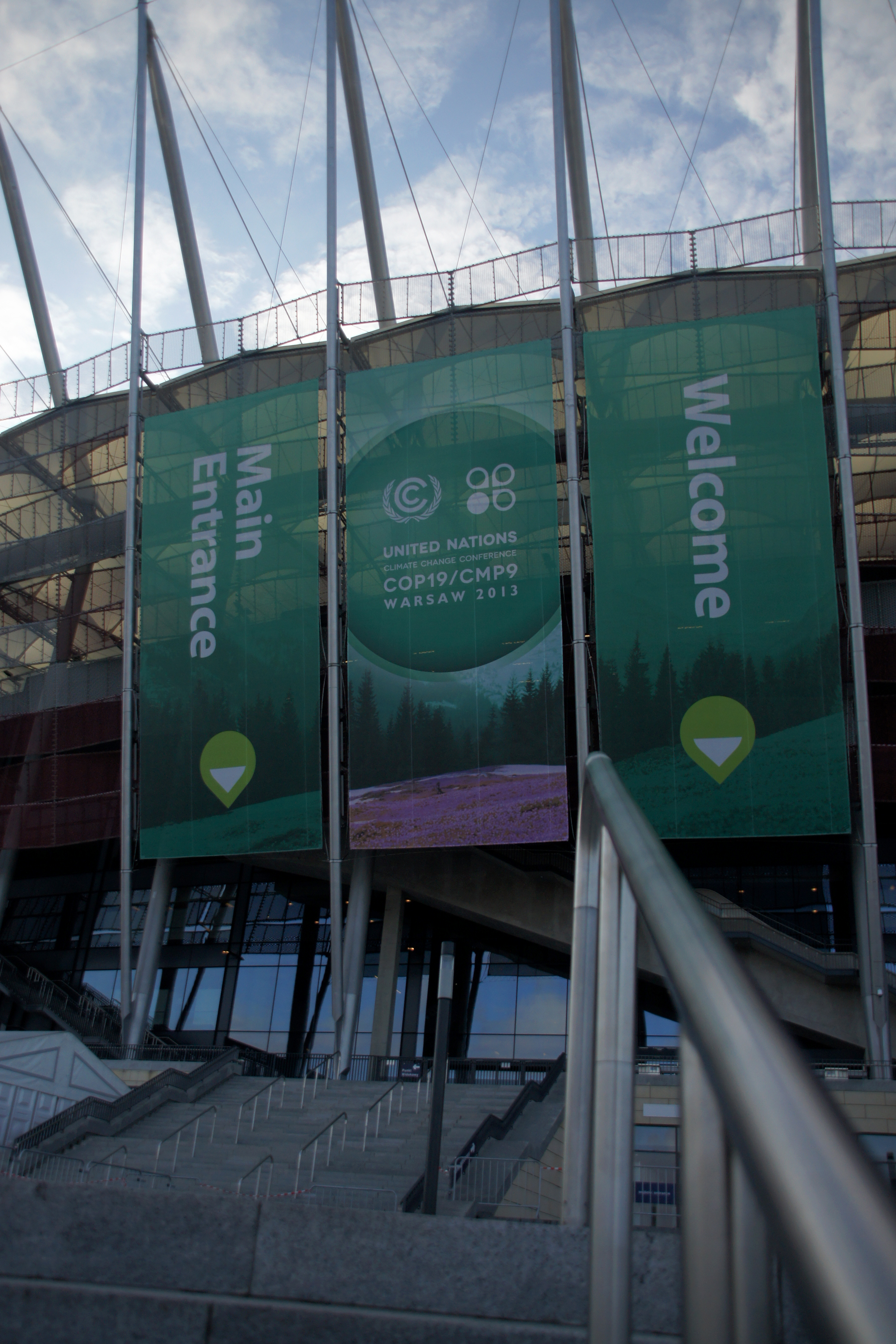
Haupteingang zur COP 19 am Stadion Narodowy in Warschau

Die UN-Klimakonferenz in Warschau 2013 (englisch United Nations Framework Convention on Climate Change, 19th Conference of the Parties, kurz COP 19) fand als 19. UN-Klimakonferenz vom 11. bis 23. November 2013 statt. Sie war zugleich die neunte Sitzung unter dem Kyoto-Protokoll (englisch 9th session of the Conference of the Parties serving as the Meeting of the Parties to the Kyoto Protocol, kurz CMP 9). Nach der UN-Klimakonferenz im polnischen Posen 2008 und der COP 15 2009 in Kopenhagen fand die Weltklimakonferenz ein weiteres Mal in der EU statt: in Warschau, der Hauptstadt von Polen. Sie sollte der Fortsetzung der Verhandlungen zu einem Welt-Klimavertrag dienen.
Das Präsidium bildeten die UNFCCC-Generalsekretärin Christiana Figueres sowie der polnische Umweltminister Marcin Korolec, der die Präsidentschaft ab dem ersten Tag der Konferenz für ein Jahr übernommen hatte.

## Ereignisse und Positionen im Vorfeld von COP-19
Im Jahresverlauf 2013 fanden zahlreiche Vorbereitungssitzungen statt, auch in Bonn am Sitz des UNFCCC-Sekretariats.

### Petersberger Klimadialog
Auch der sogenannte Petersberger Klimadialog IV (engl.: Petersberg Climate Dialogue) vom 6. bis 7. Mai 2013 im Axica Kongresszentrum Berlin brachte als informelle Konferenz außerhalb der offiziellen UNFCCC-Meetings die Umweltminister aus allen Weltregionen zusammen. Unter dem Motto „Shaping the future“ (die Zukunft gestalten) eröffnete Bundeskanzlerin Angela Merkel die Konferenz gemeinsam mit Peter Altmaier und dem polnischen Umweltminister Marcin Korolec. Im Mittelpunkt der Konferenz stand nach Angaben des deutschen Bundesumweltministeriums (BMUV) der Weg zu einem ehrgeizigen, effektiven und gerechten Klimaschutzabkommen unter aktiver Beteiligung aller Staaten.
In ihrer Grundsatzrede betonte Merkel die Notwendigkeit für den Aufbau des Green Climate Funds (Capacity building für erneuerbare Energien und Anpassungsmaßnahmen an den Klimawandel), den bereits geleisteten Beitrag Deutschlands sowie die Vorreiterrolle der EU bei den Reduktionszielen für Treibhausgase. Zur Klimagerechtigkeit sagte Merkel: „Wir wissen, es geht um das Zwei-Grad-Ziel. Wir wissen irgendwann auch, wie viele CO2-Emissionen das auf ein bestimmtes Jahr bezogen bedeutet. Wir wissen im Grunde, dass langfristig, wenn wir uns die Weltbevölkerung anschauen, jeder Einwohner dieser Erde etwa zwei Tonnen CO2 emittieren dürfte.“ Eine verbündete Nation sei Indien, die dies als einen gerechten Ansatz akzeptiert haben. Man müsse aber ehrlich sein, weder die Europäer noch die Amerikaner noch China seien begeistert davon, denn sie hätten alle schon über zwei Tonnen Kohlenstoffdioxid-Emissionen pro Kopf. „Und das bedeutet im Grunde, man müsste jetzt schon mit dem Reduzieren beginnen. Wir Industrieländer akzeptieren das. Aber ein Land wie die Volksrepublik China sagt: Seht euch einmal bitte an, wie viele Jahrzehnte ihr eure CO2-Emissionen erhöht habt; da können wir bei unserem wirtschaftlichen Niveau doch nicht schon jetzt anfangen zu reduzieren. – Sie sehen also, vor welch großer Aufgabe wir stehen.“
Vor Delegierten aus Staaten, die zusammen für 80 Prozent der Treibhausgase verantwortlich sind, forderte sie weiterhin einen Transfer an die Länder, die nicht schon an den Vorteilen der Industrialisierung partizipieren konnten. „Wir haben also Technologieentwicklung zu betreiben, damit für diese Länder der Zuwachs an Wohlstand, die Bekämpfung des Klimawandels und soziale Belange keine Gegensätze sind.“
In der Diskussionsrunde wurden Fragen nach dem Abbau der weltweiten Subventionen für fossile Energieträger gestellt, die Ergebnisse des Dialogs sollen direkt in die UN-Verhandlungen eingebracht werden. Eine frühzeitige Diskussion vertiefe das Verständnis für die verschiedenen Optionen für ein internationales Klimaabkommen und erleichtere die Konsensfindung. Mit Strategien für die Einbindung der breiten Öffentlichkeit (siehe Clearing-House-Mechanismus) sollen Wege gesucht werden, wie allen Stakeholdern aus Privatwirtschaft und Zivilgesellschaft Anreize gegeben werden, um politische Entscheidungen für mehr Klimaschutz mitzutragen und selbst stärker dazu beitragen zu können. Der öffentliche Teil des Klimadialogs konnte mit einem Livestream direkt mitverfolgt werden. Das erste Treffen des Klimadialogs im Jahr 2010 war ursprünglich auf dem Petersberg bei Bonn abgehalten worden. Auf Initiative Angela Merkels sollten die hoch verdichteten UNFCC-Weltklimakonferenzen ergänzt werden, um nach den wenig erfüllten Erwartungen auf dem Gipfel in Kopenhagen 2009 zu einem kontinuierlicheren Verhandlungsprozess zu gelangen.

### Weitere Statements
“We need to be prepared for nine billion people on this planet, as we all deserve a decent and secure life. By being creative, the world can reduce greenhouse gas emissions while creating jobs, promoting economic growth and ensuring better living standards. Where there is a will, there is a way!”

„Wir müssen uns auf neun Milliarden Menschen auf diesem Planeten vorbereiten, da wir alle annehmbare und sichere Lebensverhältnisse verdienen. Wenn wir kreativ sind, dann kann die Welt gleichzeitig die Treibhausgasemissionen reduzieren, Jobs schaffen, wirtschaftliches Wachstum voranbringen und bessere Lebensbedingungen sicherstellen. Wo ein Wille ist, da ist auch ein Weg!“

Der Umweltausschuss des Europaparlaments hat am 16. Oktober 2013 einen Antrag an das Parlament zur UN-Klimakonferenz und zur Klimapolitik vorgelegt. Darin sind ausführlich 20 Hintergrundinformationen zur COP 19 aufgeführt; 27 Argumentationslinien für die Begründung der vorgeschlagenen 68 Einzelforderungen und Festlegungen können im verlinkten Antragstext auf Deutsch nachgelesen werden. Der Text ist besonders zur inhaltlichen Vertiefung geeignet, weil er auch in alle Amtssprachen der EU übersetzt ist. Der Entschließungsantrag wurde am 23. Oktober im EU-Parlament angenommen.

### Umbau des Stadions Narodowy
Vor Konferenzbeginn wurde die Spielfläche des Stadions Narodowy zu einem Konferenzzentrum umgebaut.

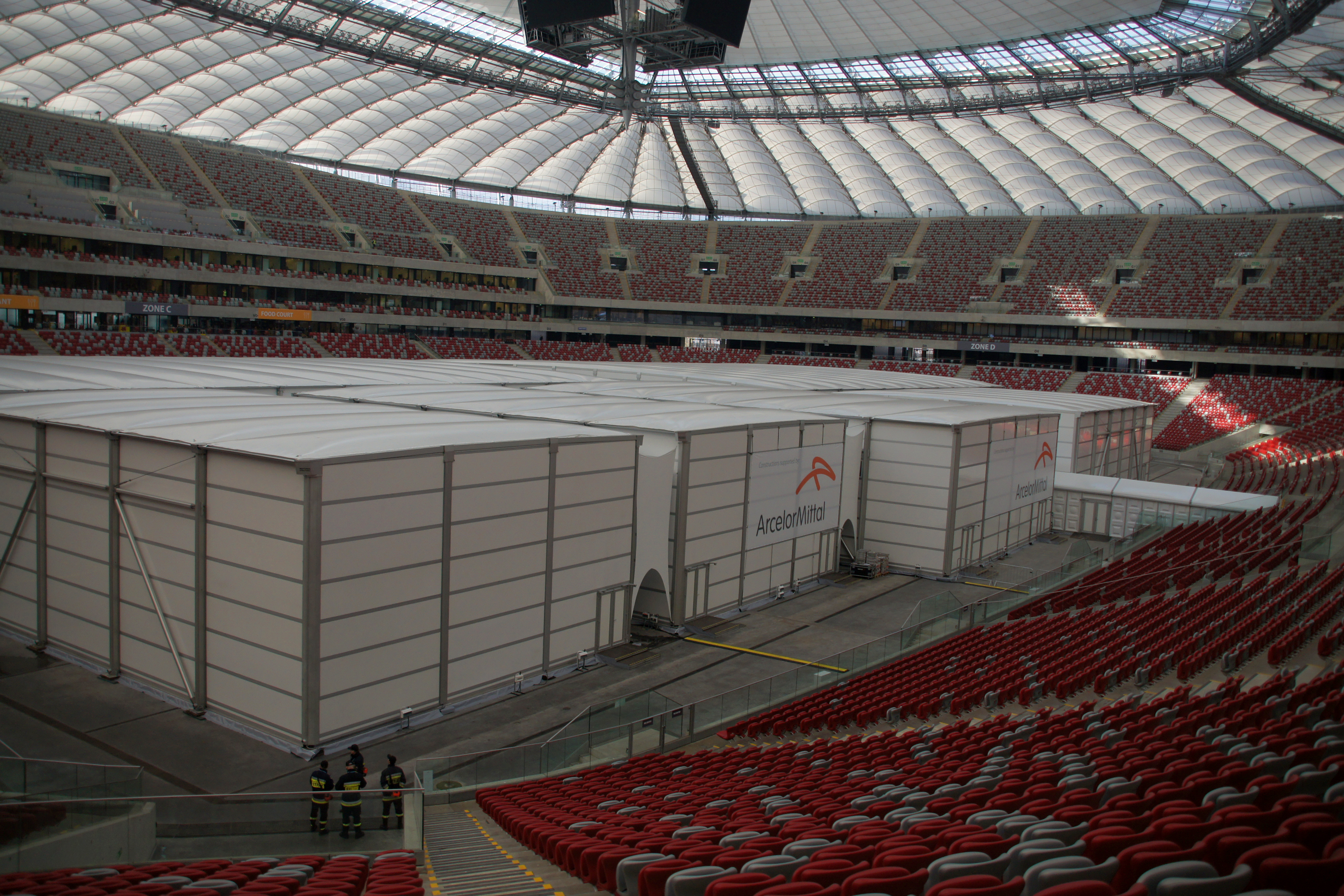
Stadion Narodowy zur COP19
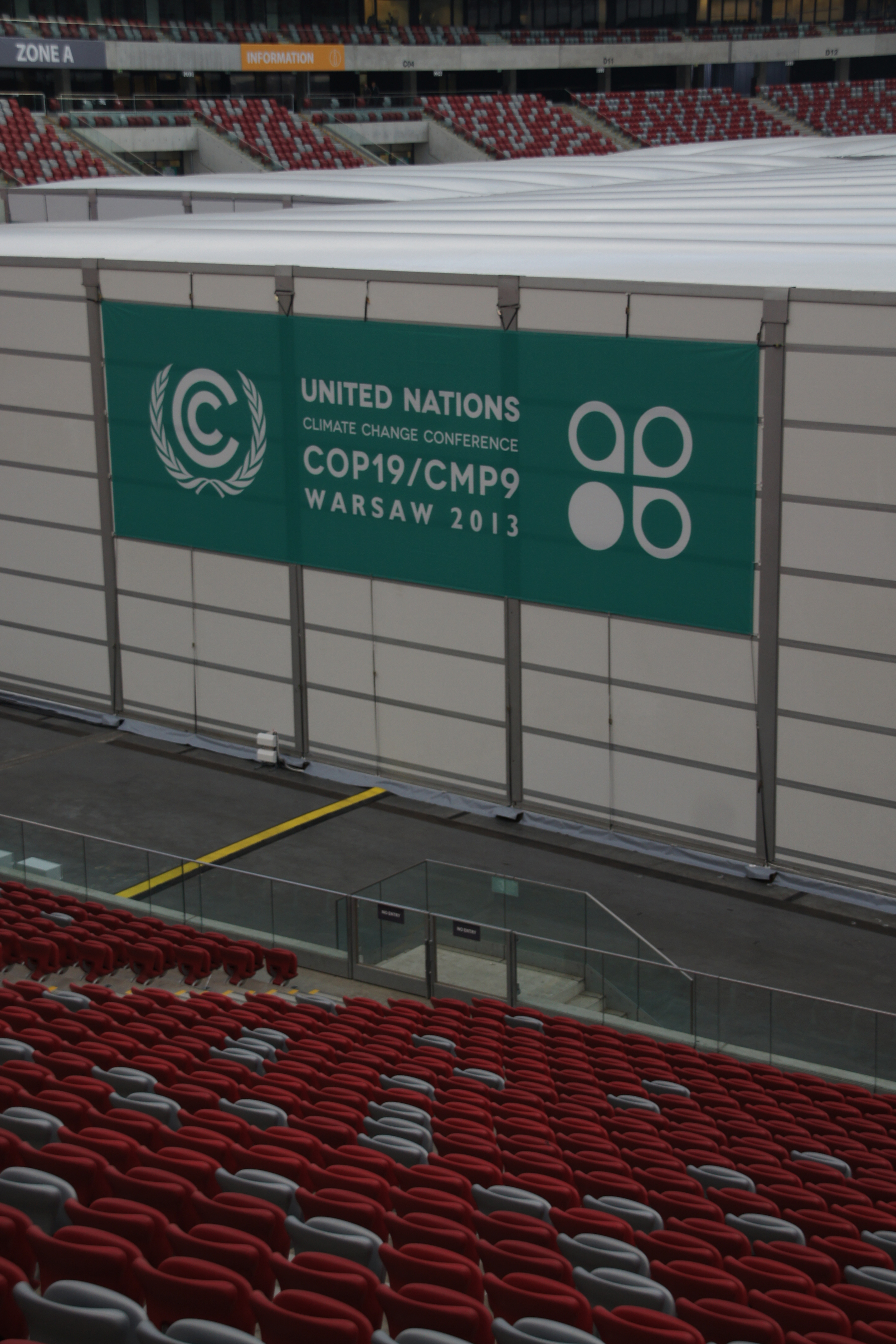
UNFCCC-COP19/CMP9-Transparent
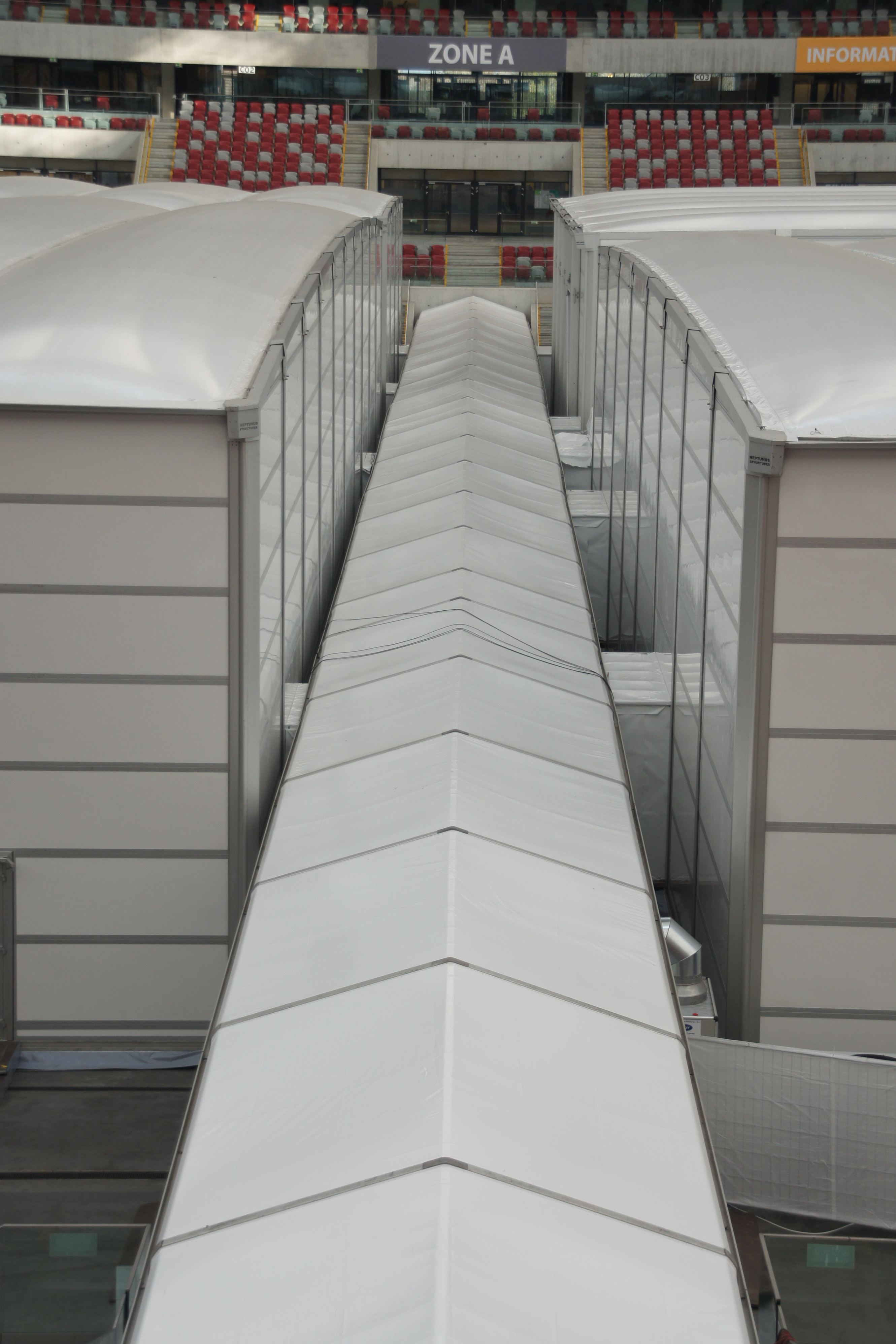
Verbindungsgang im Stadion Narodowy 2013
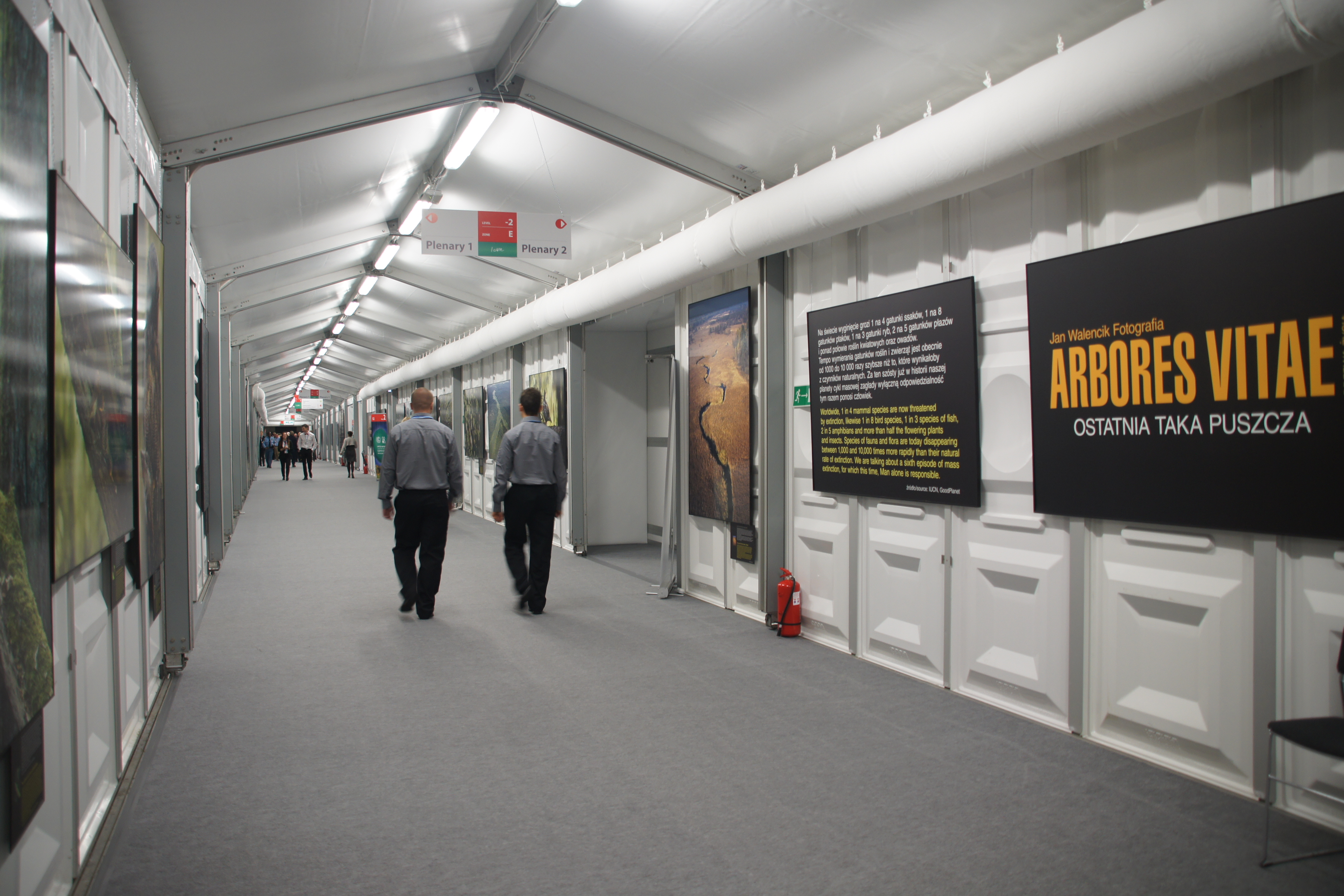
Das Innere des COP-19-Konferenzzentrums

## Konferenzverlauf

### Grenzkontrollen
Wegen der UN-Klimakonferenz führte Polen von 8. bis 23. November 2013 vorübergehend Grenzkontrollen ein. Der Grenzübertritt an der deutsch-polnischen Grenze war nur an bestimmten Übergangsstellen möglich, nach früheren polnischen Angaben waren 43 Grenzübergänge zwischen den zwei Staaten betroffen.

### Eröffnung der Weltklimakonferenz

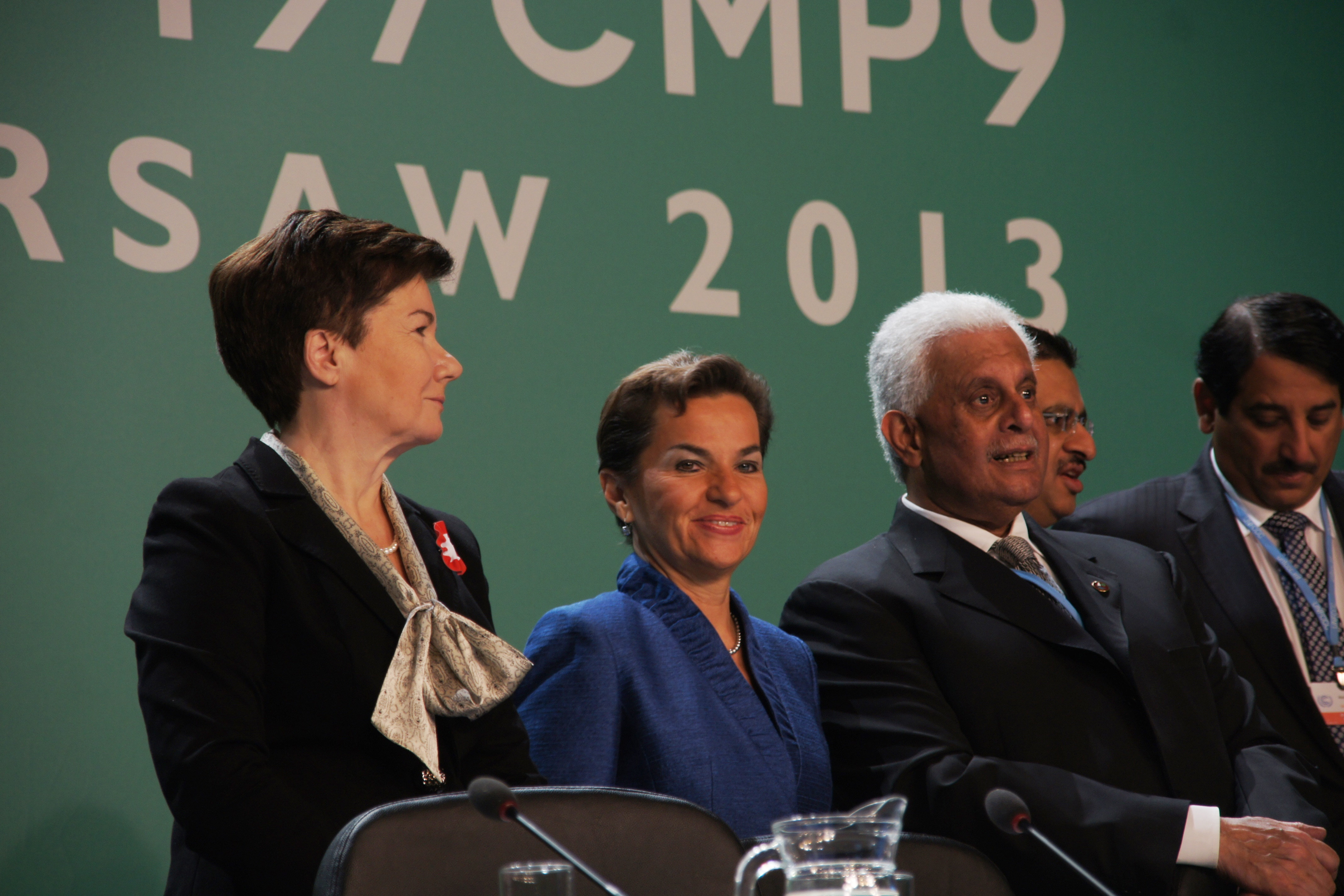
Eröffnung am 11. November

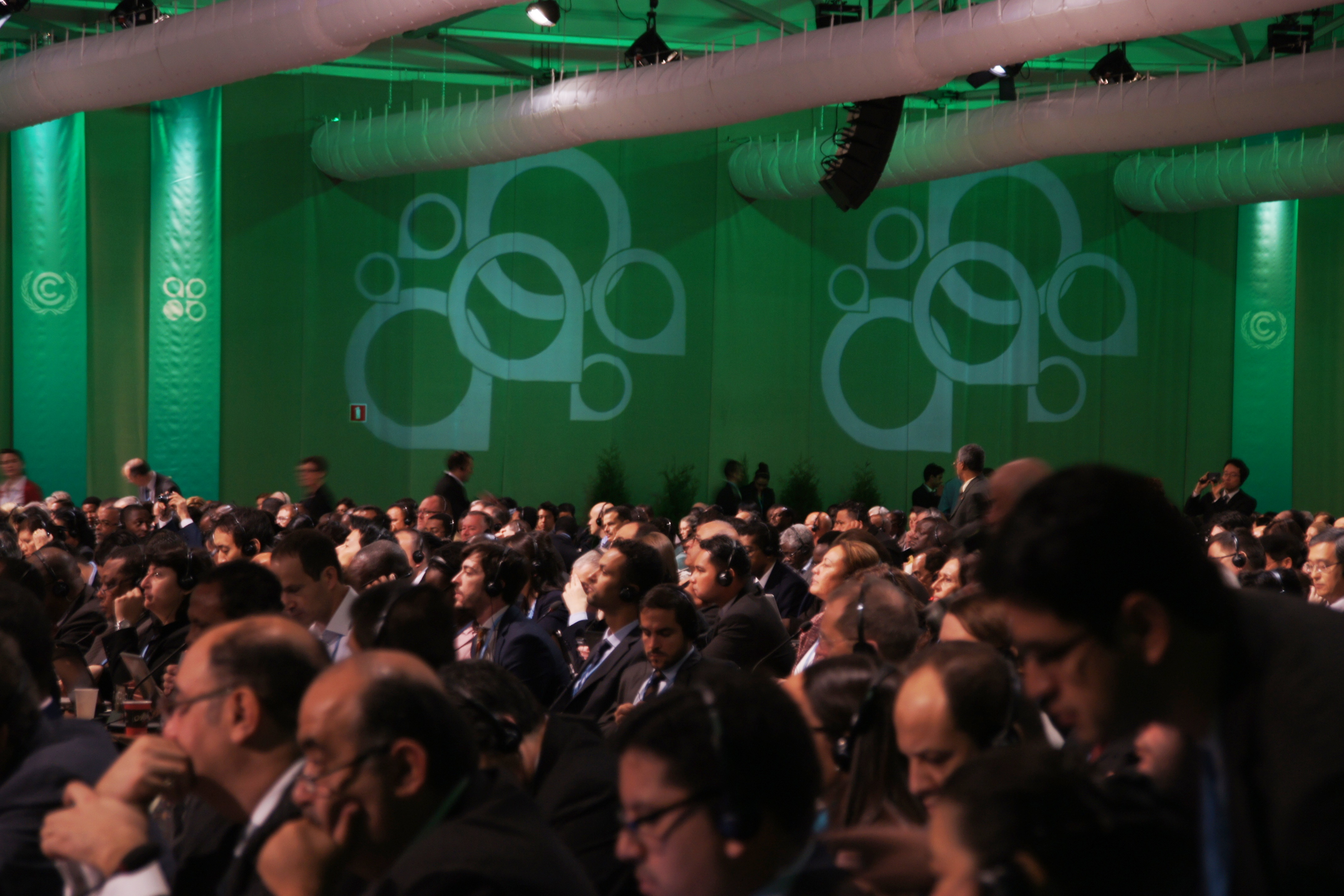
Zuhörer und Zuhörerinnen während der Eröffnung am 11. November

Auch in den Eröffnungsreden am 11. November wurde der katastrophale Taifun auf den Philippinen angesprochen, so auch von UNFCCC-Generalsekretärin Christiana Figueres.
Marcin Korolec sprach von einem Weckruf, da dies eine weitere Bestätigung dafür sei, „daß wir im ungleichen Ringen zwischen Mensch und Natur auch verlieren“ [könnten]. Klima als gemeinsames Thema, als globales Problem, sei freilich auch eine Chance, wenn wir die Fähigkeit demonstrieren, gemeinsam zu handeln („to act together“).
Christiana Figueres ermahnte die Delegierten zu zielorientiertem und maximalen Einsatz über die ganze Distanz der nächsten Tage, ein positives Ergebnis zu erzielen, weil das, was in diesem Stadion passiere, kein Spiel sei. Das Stadion sei der passende Ort für das olympische Motto Citius, altius, fortius, um mit der Konferenz schneller, höher und stärker zu einer sozial ausgleichenden und ökonomisch nachhaltigen Zukunft zu gelangen, die wir benötigen.

### Erste Woche
Am Freitag der ersten Konferenzwoche hat Japan seine bisherigen Klimaziele gekippt: Das Planziel der Vorgängerregierung von 2009, den CO2-Ausstoß um 25 Prozent unter den Wert von 1990 zu senken (Basisjahr), wurde vom Leiter der japanischen Delegation Hiroshi Minami (南 博) wegen der Nuklearkatastrophe von Fukushima für obsolet erklärt. Bis 2020 soll nach der Energieplanung der neuen Regierung nun 3,8 % weniger CO2 als 2005 emittiert werden, was eine Zunahme um 3 % gegenüber 1990 bedeuten würde. Der Premierminister stelle sich jedoch weiterhin der Herausforderungen durch den Klimawandel.
Das Ziel, 80 Prozent der Treibhausgase bis 2050 zu reduzieren, bleibt bestehen. Inga Römer, Klimaexpertin des BUND, nannte die japanische Ankündigung einen Schlag ins Gesicht der Klimaopfer. Bezüglich der Bemessungsgrundlage haben Brasilien und China (Zwei BASIC-Staaten) einen Antrag eingereicht, bei den nationalen Reduktionszielen die historischen Treibhausgasmengen als Verantwortung den Industriestaaten anzurechnen, was die europäische Delegation als zusätzliche Schwierigkeit für eine Einigung ansah. Für die Klimafinanzierung wird hingegen in Verhandlungskreisen ein Teil-Beschluss zu Loss and damage („Schäden und Verluste“) erwartet, Ausgleichszahlungen für Verluste und Folgen durch den Klimawandel vor allem für die Small Island Developing States. Zur Hälfte des Gipfels mussten viele Beobachter allerdings gegen die Resignation ankämpfen; Präsident Korolec rief für den späten Abend ein „stocktaking plenary“ ein, eine Runde, in der die Verhandlungsführer der einzelnen Arbeitsgruppen erklären mussten, wieso die Verhandlungen ins Stocken geraten sind. Notfalls sollte bis in den Sonntag hinein verhandelt werden, da am Montag der zweiten Verhandlungswoche UN-Generalsekretär Ban Ki-moon sowie die zuständigen Minister der 194 Teilnehmerstaaten erwartet wurden.

### Zweite Woche
Am Mittwoch entließ der polnische Regierungschef Donald Tusk seinen Umweltminister, Marcin Korolec blieb jedoch Präsident des Klimagipfels. Bei der umfangreichen Kabinettsumbildung teilte Tusk dem Ökonomen Maciej Grabowski, der sich gerade erst für die Förderung von Schiefergas starkgemacht hatte, den Umweltministerposten zu. Der deutsche Bundesumweltminister Peter Altmaier forderte ebenfalls am Mittwoch in einer Rede von den Entwicklungsländern, selbst mehr zu tun. Gleichzeitig sagte er zusätzliche 30 Millionen Euro Hilfe für den Adaptation Fund, den UN-Anpassungsfonds, zu. Er bekräftigte zudem die deutschen Klimaschutzziele von 40 Prozent weniger Treibhausgas-Ausstoß bis 2020, 55 % bis 2030 und 80 bis 95 % bis 2050 gegenüber dem Jahr 1990.
Die großen Umwelt- und Entwicklungsorganisationen, darunter Greenpeace und der WWF, zogen erstmals in der Geschichte der Weltklimagipfel am Donnerstag vorzeitig aus dem Konferenzgebäude der COP19 aus. Damit wollten sie auch Solidarität mit den Opfern des Klimawandels demonstrieren. Kumi Naidoo kündigte an, zusammen mit der Zivilgesellschaft bis zur Folgekonferenz in Lima 2014 „Druck auf unsere Regierungen auf[zu]bauen, damit es im nächsten Jahr endlich zu guten Ergebnissen kommt.“ Die Verhandlungsführerin der deutschen Delegation Staatssekretärin Ursula Heinen-Esser räumte zu diesem Zeitpunkt ein, dass es keinen Punkt ohne strittige Fragen gebe.
Am Freitagabend – dem offiziellen Ende der Konferenz – wurden die Verhandlungen verlängert, selbst der Zeitplan bis zum Klimagipfel in Paris im Jahr 2015 fehlte. Bekanntgeben konnte Gipfelpräsident Korolec immerhin die Rettung des Adaptation Funds durch die Europäer, weil neben Deutschland nun auch Belgien, Frankreich, Finnland, Norwegen, Österreich, Schweden und die Schweiz Gelder in Höhe von insgesamt 100 Millionen US-Dollar zusagten.

## Kritik und Diskurse zur COP 19
Bereits die Auswahl des Konferenzlandes war auf dem letzten Klimagipfel in Katar kritisiert worden. Umweltverbände sahen die kohlefreundliche Politik Polens im Vorjahr sehr problematisch, auch dessen Position bezüglich der Umweltfolgen des umstrittenen Frackings. Zudem waren die Umwelt- und Klimaziele der EU im Vorfeld des Gipfels von Polen blockiert worden.

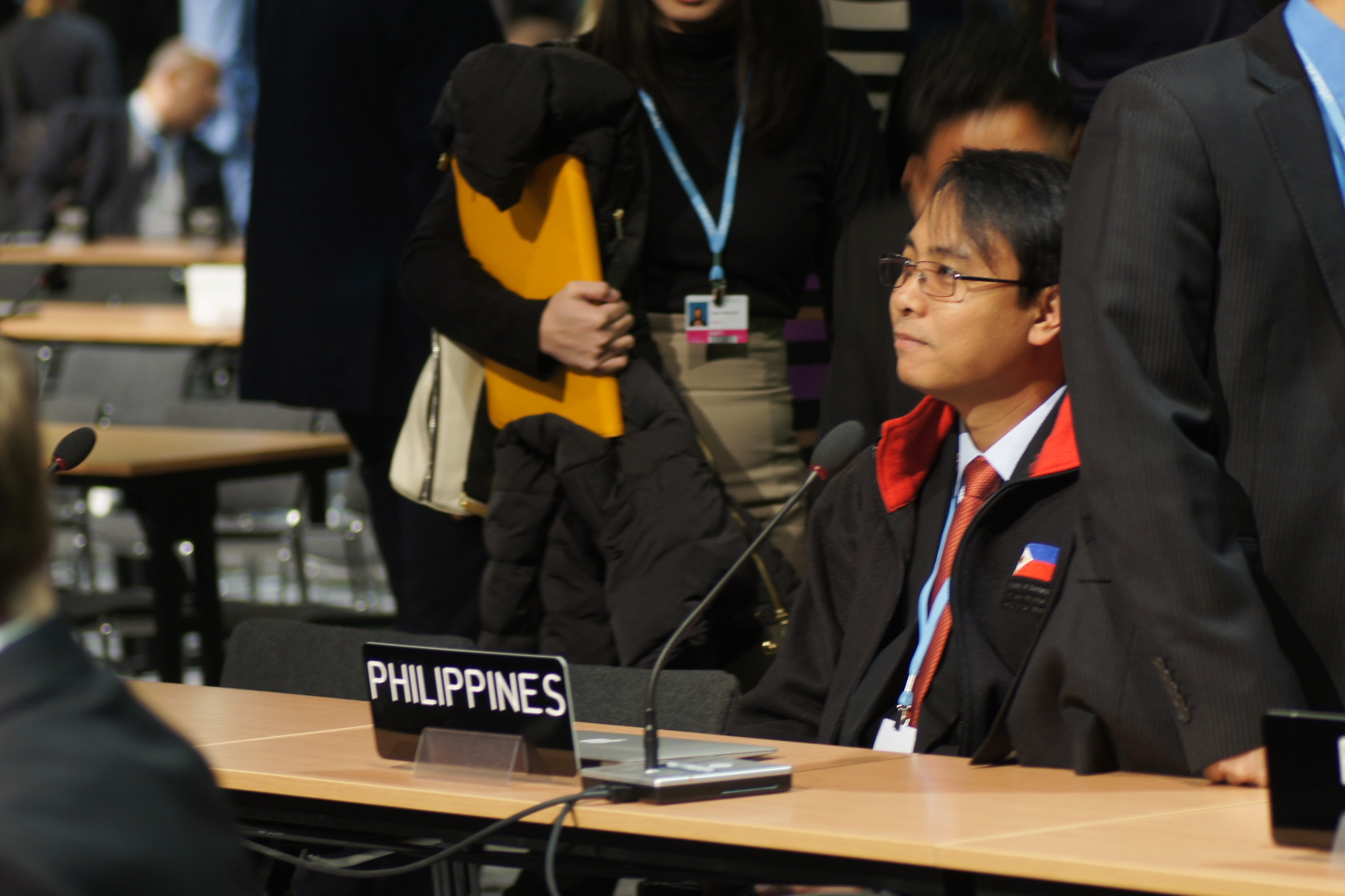
Der Delegierte der Philippinen „Yeb“ Saño am 11. November 2013

Von den vom Klimawandel, Global Weirding sowie der Versauerung der Meere durch CO2 besonders betroffenen kleineren Staaten wurden die bisher völlig unzureichenden oder gar fehlenden konkreten Minderungszusagen der größten Treibhausgas-Produzenten kritisiert. Insbesondere die Vertreterinnen der Philippinen äußerten sich angesichts der Schäden in ihrem Heimatland durch den verheerenden Wirbelsturm Yolanda betroffen. Der philippinische Delegierte Naderev M. Saño kündigte in einer emotionalen Rede am ersten Konferenztag einen Hungerstreik an; er wolle fasten, bis eine bedeutsame Einigung erzielt worden sei. In Folge schlossen sich weitere Teilnehmer der Klimakonferenz dem Hungerstreik an, unter anderem der US-amerikanische Delegierte Collin Reese sowie 60 Mitglieder der Organisation Climate Action Network.
Am 18. und 19. November fand in Warschau parallel zur Klimakonferenz ein Kohlegipfel der „World Coal Association“ statt, weshalb die Konferenz von Kritikern auch kurz als „Coal-COP“ bezeichnet wurde. Neben dem polnischen Wirtschaftsminister Janusz Piechociński war auch die UNFCCC-Generalsekretärin als Rednerin vorgesehen, was in Konferenzkreisen und in den Medien missbilligt wurde. Chefvorstand Milton Catelin von der World Coal Association unterstützte allerdings den Abschluss eines UNFCCC-Abkommens: WCA erkenne die globale Herausforderung durch den Klimawandel und den internationalen Konsens über die Notwendigkeit an, den Treibhausgas-Ausstoß zu reduzieren. Negativ im Zusammenhang mit dem Klimagipfel wurden auch mehrere Einzelentscheidungen der Vertragsstaaten gewertet, so auch die Ankündigung Chinas, neun große kohlebefeuerte Anlagen für Synthetic Natural Gas im Nordwesten Chinas und der Mongolei zu bauen, damit die verschmutzten Mega-Citys an der Ostküste Chinas sauberer würden. Mit der bisherigen Planung würde Kohle mit der Eisenbahn zu den SNG-Anlagen hin- und Synthesegas zurücktransportiert, wobei die Belastung für das Klima siebenfach höher als bei konventionellen Gaskraftwerken wäre, was in der thailändischen Presse als kontraproduktiv für die Klimaverhandlungen angesehen wurde.
Schon vor der Klimakonferenz demonstrierten Greenpeace-Umweltschützer vor sechs polnischen Kohlekraftwerken. „Der Klimawandel beginnt hier“, mahnten sie. Die polnischen Gastgeber beziehen 90 Prozent des elektrischen Stroms aus Kohlekraftwerken, doch 70 Prozent der Polen würden erneuerbaren Energien den Vorzug geben, so eine am Dienstag im Greenpeace Magazin erwähnte Umfrage. Zu Beginn der Konferenz äußerte sich der Strategiedirektor der Vereinigung besorgter Wissenschaftler (Union of Concerned Scientists) Alden Meyer skeptisch, da nie so viel auf dem Spiel gestanden hätte, während die Erwartungen so niedrig waren. Christoph Bals von der Umweltorganisation Germanwatch stellte am Dienstag, dem zweiten Tag der Konferenz, den weltweiten „Klimarisiko-Index“ vor. Der Leiter der Internationalen Klimapolitik bei Greenpeace, Martin Kaiser, bezeichnete die fehlende Teilnahme der deutschen Bundeskanzlerin als Problem für Fortschritte auf der Klimakonferenz, da sie derzeit mit Koalitionsverhandlungen beschäftigt sei, jedoch wegen der Vorreiterposition innerhalb der europäischen Klimaschutzpolitik große Bedeutung habe. „Hilfreich wäre auch, wenn Merkel ein nationales Klimaschutzgesetz befürworten würde“, so Hubert Weiger vom BUND. Ein Experte des WWF erklärte, die Verantwortlichen für die Erderwärmung müssten eine Führungsrolle übernehmen und nicht so tun, als „hätten wir noch Jahrzehnte Zeit“.
Grünen-Politiker, Umweltschutz- und Entwicklungsorganisationen bemängelten mehrmals, dass die Konferenz keinerlei Impulse für den Klimaschutz setzte. In der ersten Woche der UN-Weltklimakonferenzen fanden zahlreiche kleinere Konferenzen oder Informationsveranstaltungen der Umweltschutzorganisationen und Wissenschaftler statt.